# Boeing X-37
Boeing X-37 (также известный как X-37B Orbital Test Vehicle (OTV) — орбитальный испытательный корабль) — экспериментальный орбитальный самолёт, созданный для испытания будущих технологий. Этот беспилотный космический корабль многоразового использования является увеличенной на 20 % производной от X-40. Самолёт предназначен для функционирования на высотах 200—750 км, способен быстро менять орбиты, маневрировать. Предполагается возможность выполнять разведывательные задачи, доставлять и возвращать небольшие грузы в космос.

## История
Работы над созданием Boeing X-37 начались в 1999 году NASA совместно с Boeing. Также с 1998 по 2001 год NASA совместно с Boeing проводила отработку маневрирования и захода на посадку X-40.
В ноябре 2002 c Boeing был заключён новый контракт на 301 млн долларов. Он предусматривал создание двух экспериментальных аппаратов для атмосферных испытаний (Approach and Landing Test Vehicle, ALTV) и одного для орбитального полёта.
В июле 2003 Boeing провёл наземные испытания X-37, предназначенного для отработки маневрирования и захода на посадку.
После ряда задержек, вызванных в том числе недостатком финансирования, 13 сентября 2004 года разработка X-37 была передана из НАСА в Агентство по перспективным оборонным научно-исследовательским разработкам США (DARPA).
Первый тестовый полёт X-37A — испытание путём сбрасывания, был совершён 7 апреля 2006 года, полёт прошёл успешно, а при посадке аппарат выкатился за пределы ВПП и повредил носовую стойку шасси. Ещё два успешных свободных полёта путём сбрасывания были совершены 18 августа и 26 сентября 2006.
17 ноября 2006 ВВС США объявили, что они будут продолжать развивать орбитальный проект, получивший название X-37B Orbital Test Vehicle (OTV) (орбитальная летающая лаборатория). Орбитальный аппарат X-37 NASA не был построен.

## Цели создания аппарата
Подробно назначение и задачи, для которых ВВС США использует орбитальный самолёт, не разглашаются. Официально ВВС США заявляют, что основными задачами X-37B являются многоразовые технологии космических аппаратов, а также эксперименты, которые могут быть возвращены на Землю. При первом запуске в 2010 году считалось, что, согласно официальной версии, основной его функцией станет доставка на орбиту грузов.
По другим версиям, X-37 будет применяться в разведывательных целях. По мнению российского писателя-историка А. Б. Широкорада, высказанному в 2010 году, вышеупомянутые предположения несостоятельны (ввиду экономической нецелесообразности), а наиболее правдоподобным предназначением этого аппарата является обкатка технологий для будущего космического перехватчика, позволяющего инспектировать чужие космические объекты и, если нужно, выводить их из строя кинетическим воздействием. И такое предназначение аппарата полностью соответствует документу «Национальная космическая политика США» 2006 года, провозглашающему право США частично распространить национальный суверенитет на космическое пространство.
В январе 2012 года высказывалось предположение, что находившийся на орбите с 5 марта 2011 года X-37B (OTV-2) использовался для слежения за китайским модулем Тяньгун-1, запущенным в сентябре 2011 года. Однако анализ орбиты аппарата продемонстрировал, что он ни разу не приближался к китайскому аппарату так близко, чтобы наблюдение могло иметь смысл.
Перед первым запуском ВВС США заявляли, что X-37B имеет в технических требованиях условие нахождения на орбите свыше 270 дней. Во время четвёртого полёта космический корабль находился на орбите 718 дней, во время пятого — 780.

## Тактико-технические характеристики
- Экипаж: отсутствует
- Длина: 8,9 м[8]
- Размах крыла: 4,5 м[8]
- Высота: 2,9 м[8]

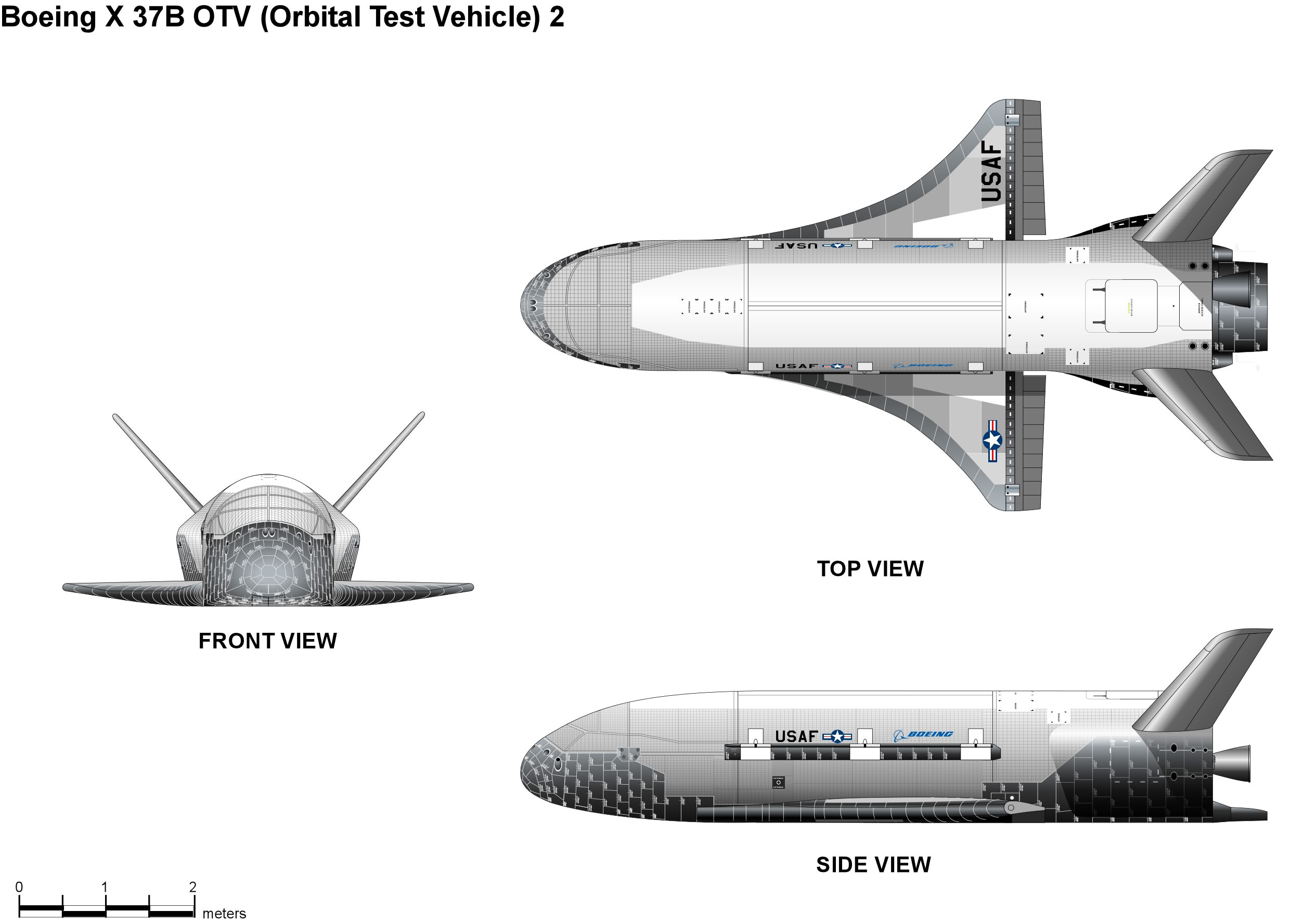
X-37B

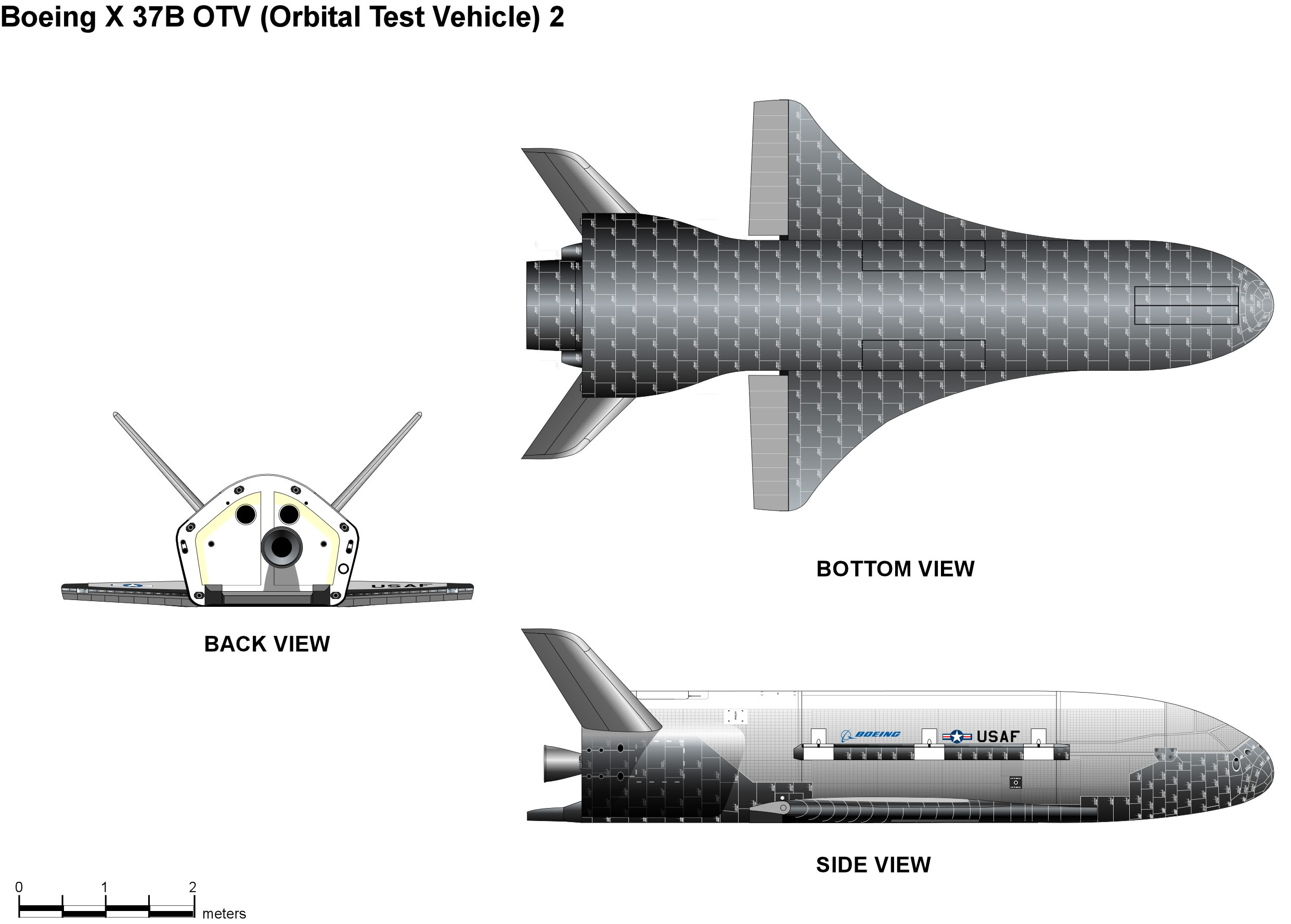
X-37B

- Взлётная масса: 4989 кг (11 000 фунтов)[8][16][17]
- Двигатели: 1 × Рокетдайн AR-2 / 3
- Масса полезного груза: 900 кг[16][17]
- Грузовой отсек: 2,1 × 1,2 м

Аппарат оборудован панелями солнечных батарей и литий-ионными аккумуляторами.

## Список полётов
| № | Полёт            | Аппарат | РН           | Дата запуска (UTC) | Дата посадки (UTC) | Продолжительность (дни) |
| - | ---------------- | ------- | ------------ | ------------------ | ------------------ | ----------------------- |
| 1 | OTV-01 (USA-212) | OTV-1   | Атлас-5      | 22.04.2010         | 03.12.2010         | 224                     |
| 2 | OTV-02 (USA-226) | OTV-2   | Атлас-5      | 05.03.2011         | 16.06.2012         | 469                     |
| 3 | OTV-03 (USA-240) | OTV-1   | Атлас-5      | 11.12.2012         | 17.10.2014         | 675                     |
| 4 | OTV-04 (USA-261) | ?       | Атлас-5      | 20.05.2015         | 07.05.2017         | 718                     |
| 5 | OTV-05 (USA-277) | ?       | Falcon-9     | 07.09.2017         | 27.10.2019         | 780                     |
| 6 | OTV-06           | ?       | Атлас-5      | 17.05.2020         | 12.11.2022         | 908                     |
| 7 | OTV-07 (USSF-52) | ?       | Falcon Heavy | 29.12.2023         |                    |                         |

## Описание полётов

### Первый космический полёт
Первый космический полёт состоялся 22 апреля 2010 года. Для запуска использовалась ракета-носитель «Атлас-5», место запуска — стартовая площадка SLC-41 базы ВВС США на мысе Канаверал.
В ходе полёта были испытаны навигационные системы, управление, теплозащитная оболочка и система автономной работы аппарата.
3 декабря 2010 года Х-37В совершил ночную посадку на взлётно-посадочную полосу базы ВВС США Ванденберг в штате Калифорния. Во время посадки лопнуло колесо шасси. Отлетевшие куски резины нанесли незначительные повреждения нижней части фюзеляжа аппарата. Несмотря на то, что покрышка лопнула при касании, аппарат не отклонился от курса и продолжил торможение, держась ровно середины посадочной полосы.
Х-37В провёл в космосе 224 дня. В ходе пребывания на орбите X-37B получил семь повреждений обшивки в результате столкновения с космическим мусором.

### Второй космический полёт
5 марта 2011 года аппарат X-37B (OTV-2) был запущен с помощью ракеты-носителя «Атлас-5», место запуска — стартовая площадка SLC-41 базы ВВС США на мысе Канаверал.
Согласно заявлениям ВВС США, с помощью второго аппарата X-37B будут отрабатываться сенсорные приборы и системы спутников, программа OTV-2 будет расширена по сравнению с OTV-1, испытания аппарата будут проводиться на более широкой орбите при усложнённых условиях схода с неё и захода на посадку.
16 июня 2012 года аппарат приземлился на базе ВВС США «Ванденберг» в штате Калифорния, проведя 469 дней на орбите.

### Третий космический полёт
11 декабря 2012 года космический аппарат X-37B (OTV-3) был запущен с помощью ракеты-носителя «Атлас-5», место запуска — стартовая площадка SLC-41 базы ВВС США на мысе Канаверал.
ВВС США не заявляли о конкретных целях миссии или полезной нагрузке, они только заявили что миссия будет включать уроки, извлечённые в процессе восстановления OTV-1. Поскольку программа X-37B изучает доступность и повторного использования космических аппаратов, проверка путём тестирования является жизненно важной. Как и в предыдущих миссиях, фактическая продолжительность будет зависеть от исполнения тестовых задач на орбите, работы транспортного средства и условий на посадочной площадке. Это второй пуск аппарата, совершившего полёт OTV-1.
17 октября 2014 года Х-37В совершил посадку на базе ВВС США «Ванденберг» в штате Калифорния, проведя на орбите 675 дней.

### Четвёртый космический полёт
20 мая 2015 года космический аппарат X-37B (OTV-4) был запущен с помощью ракеты-носителя «Атлас-5», место запуска — стартовая площадка SLC-41 базы ВВС США на мысе Канаверал.
Было заявлено Исследовательской лабораторией военно-воздушных сил (AFRL) о проведении экспериментов по программе ионного двигателя на основе эффекта Холла компании Aerojet Rocketdyne XR-5A, а также экспериментов НАСА по воздействию среды на материалы в космосе (METIS).
7 мая 2017 года совершил посадку на посадочную полосу Космического центра Кеннеди, расположенного в штате Флорида, проведя на орбите 718 дней. Данная посадка X-37B на территории Космического центра Кеннеди была выполнена впервые.

### Пятый космический полёт
В июне 2017 года Хизер Уилсон, министр военно-воздушных сил США, заявила перед Комитетом Сената США по вооружённым силам, что SpaceX запустит X-37B в августе 2017 года на ракете-носителе «Falcon 9».
7 сентября 2017 года космический аппарат X-37B (OTV-5) был запущен с помощью ракеты-носителя «Falcon 9», место запуска — стартовая площадка LC-39А Космического центра Кеннеди. Первая ступень «Falcon 9» успешно совершила посадку на площадке Посадочной зоны 1 (LZ-1). Этот запуск «Falcon 9» являлся вторым в рамках национальной безопасности США.
Было заявлено, что эта миссия продемонстрирует более широкие возможности для быстрого доступа к космосу и тестирования на орбите новых космических технологий. Также было заявлено о запуске нескольких спутников. Также было заявлено, что Исследовательская лаборатория военно-воздушных сил (AFRL) будет проводить Advanced Structurally Embedded Thermal Spreader (ASETS-II) для тестирования экспериментальной электроники и колебательных тепловых труб в длительном космическом полёте.
27 октября 2019 года в 3:51 по восточному времени (7:51 по UTC) космический аппарат X-37B приземлился на взлётно-посадочной полосе шаттла NASA в Космическом центре Кеннеди во Флориде, в нескольких милях от места, где он стартовал 780 дней назад.

### Шестой космический полёт
6 мая 2020 года секретарь ВВС США Барбара Барретт обнародовала подробности о космическом аппарате X-37B. До этого момента данные были строго засекречены. Также она рассказала о планах провести ряд экспериментов, в том числе проверку возможности преобразования солнечной энергии в радиочастотное микроволновое излучение, которое, в свою очередь, может быть передано на Землю в виде электроэнергии. Кроме того, будет развёрнут небольшой спутник FalconSat-8, разработанный Академией ВВС для испытаний инновационной электромагнитной силовой установки. На Х-37В также планируется ряд экспериментов НАСА по влиянию радиации космической среды на семена, используемые для выращивания пищевых продуктов. За испытания будет отвечать Исследовательская лаборатория ВМС США.
Экспериментальный космический аппарат X-37B на протяжении долгого времени вызывает беспокойство со стороны России и Китая, и даже некоторых союзников США по НАТО относительно его возможной роли в качестве космического оружия. Министерство обороны США настаивают на том, что аппарат является экспериментальным образцом, а преобразование солнечной энергии в микроволны планируется использовать исключительно в области энергетики.
17 мая 2020 года состоялся запуск, ознаменовавший начало шестой миссии X-37B, которая будет включать больше экспериментов, чем любая предыдущая миссия, благодаря новому сервисному модулю, добавленному в кормовой части аппарата.
Завершился 12 ноября 2022 года.

### Седьмой космический полёт
Стартовал 28 декабря 2023 на ракете-носителе сверхтяжёлого класса «Falcon Heavy» частной космической компании SpaceX. Заявленная цель миссии — провести широкий спектр испытаний, включая воздействие радиации на материалы, предоставленные НАСА.